# Little Flock
Little Flock est une municipalité du comté de Benton, dans l’État de l’Arkansas aux États-Unis.

## Démographie
| 1980 | 1990 | 2000  | 2010  | - | - |
| ---- | ---- | ----- | ----- | - | - |
| 663  | 944  | 2 777 | 2 585 | - | - |